# Raymond Suvigny

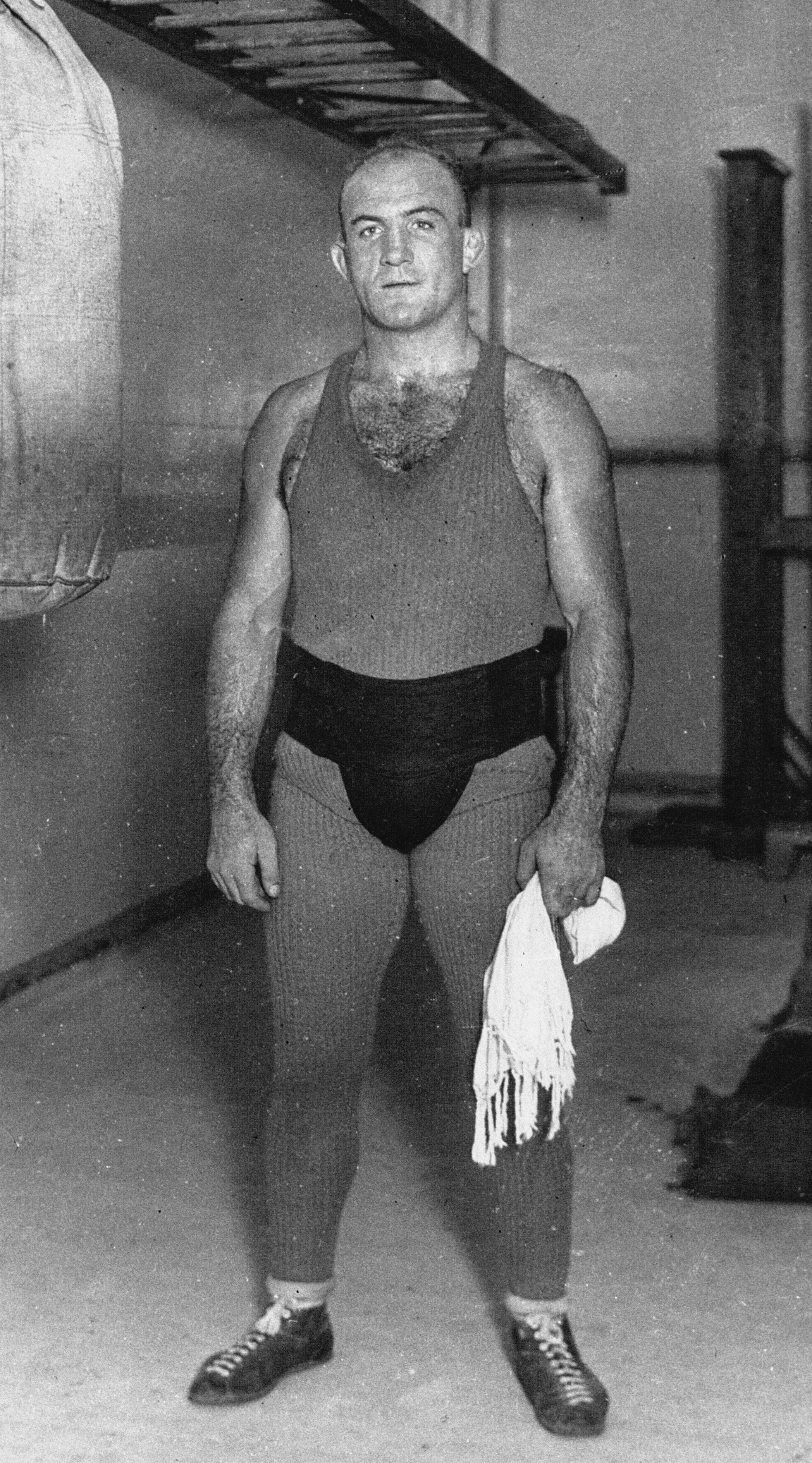
Raymond Suvigny, 1932

Raymond Suvigny (* 21. Januar 1903 in Paris; † 26. Oktober 1945 ebenda) war ein französischer Gewichtheber.

## Werdegang
Raymond begann 1919 in Paris mit dem Gewichtheben. Bis 1923 entwickelte er sich zu einem französischen Spitzengewichtheber. Er stellte in diesem Jahr seinen ersten französischen Rekord auf, dem im Verlauf seiner Karriere auch mehrere Weltrekorde folgen sollten. 1923 und 1924 wurde er Meister von Paris und in späteren Jahren wurde er auch französischer Meister. Am 18. April 1926 fand in Mannheim zwischen Deutschland und Frankreich der erste Länderkampf in der Geschichte des Gewichthebens statt. Raymond Suvigny vertrat dabei die Farben Frankreichs im Federgewicht. Er unterlag allerdings Eugen Mühlberger im Vierkampf (einarmig Reißen, beidarmigen Drücken, Reißen und Stoßen) mit 311 kg : 320 kg. Dieser Länderkampf und der im Jahr 1927 in Paris folgende, waren Meilensteine in der Entwicklung des Gewichthebens, wurde doch erstmals eine Scheibenhantel mit auf Kugellagern gelagerten Gewichten verwendet. Von 1925 bis 1927 fanden keine internationalen Meisterschaften statt.
1928 erreichte er mit 280 kg einen französischen Rekord im olympischen Dreikampf, konnte aber wegen einer Verletzung nicht in Amsterdam starten. Er hatte allerdings schon 1924 in Paris bei den Olympischen Spielen teilgenommen und startete noch einmal 1932 in Los Angeles. Dieser Start wurde zu seinem größten Triumph, denn er wurde Olympiasieger im Federgewicht (bis 60 kg Körpergewicht) mit der damaligen Weltrekordlast von 287,5 kg. Nach Los Angeles beendete Raymond Suvigny seine Laufbahn. Er starb bereits 1945, kaum 42 Jahre alt.

## Internationale Erfolge
(OS = Olympische Spiele, EM = Europameisterschaft, Fe = Federgewicht, OD = olympischer Dreikampf, FK = Fünfkampf, bestehend aus dem OD + einarmigem Reißen und einarmigem Stoßen)
- 1924, 9. Platz, OS in Paris, Fe, FK, mit 365 kg, Sieger: Pierino Gabetti, Italien, 402,5 kg, vor Andreas Stadler, Österreich, 385 kg;
- 1930, 3. Platz, EM in München, Fe, OD, mit 270 kg, hinter Eugen Mühlberger, Deutschland, 280 kg und Hans Wölpert, Deutschland, 280 kg;
- 1932, Goldmedaille, OS in Los Angeles, OD, Fe, mit 287,5 kg, vor Hans Wölpert, Deutschland, 282,5 kg und Anthony Terlazzo, USA, 280 kg.

## Weltrekorde
(alle im Federgewicht erzielt)
im beidarmigen Reißen:
- 90 kg, 1926 in Paris.

im beidarmigen Stoßen:
- 113 kg, 1926 in Paris.

im olympischen Dreikampf:
- 287,5 kg, 1932 in Los Angeles.